# إي آند
شركة الإمارات للاتصالات، المعروفة باسم إي آند، كانت المؤسسة الوحيدة للاتصالات في دولة الإمارات العربية المتحدة حتى صدور قرار تأسيس شركة اتصالات جديدة في 2005. تقدم إي آند جميع خدمات الاتصالات والانترنت في الدولة. أسست الشركة في 30 أغسطس 1976م. ويشغل منصب رئيس مجلس الإدارة جاسم بوعتابة الزعابي.
أصدر رئيس الدولة، مرسوماً بقانون اتحادي رقم 3 لسنة 2015 بخصوص تعديل بعض أحكام القانون الاتحادي رقم 1 لسنة 1991 في شأن مؤسسة الإمارات للاتصالات. ونص المرسوم على أن تحول مؤسسة الإمارات للاتصالات لتصبح شركة مساهمة عامة، ويعدل اسمها ليصبح مجموعة الإمارات للاتصالات وتعرف اختصاراً ب«إي آند» 

## التأسيس
تأسست مؤسسة الإمارات للاتصالات «إي آند» في عام 1976، لتحظى بعد ذلك بسمعة مرموقة كمؤسسة حديثة وعالية التقنية توفر مختلف خدمات الاتصالات كالهاتف الثابت وهاتف نقال والانترنت في كافة أنحاء دولة الإمارات العربية المتحدة. حيث ساهمت في جعل الدولة واحدة من أكثر دول العالم تقدماً في قطاع الاتصالات.
وتحتل المؤسسة موقعا متقدما ضمن أكبر 140 شركة في العالم وفقا لتصنيف «الفايننشال تايمز» فيما يتعلق برأس المال، وكذلك المرتبة السادسة ضمن أفضل 100 شركة ومؤسسة في الشرق الأوسط لما يتعلق بالإيرادات ورأس المال وفقا لمجلة ذي ميدل إيست اللندنية. وتعد من أكبر الشركات المحلية مساهمة في الميزانية الاتحادية وفي دعم الفعاليات الاجتماعية
و تعد مؤسسة الإمارات للاتصالات «إي آند»، أحد أبرز مزودي خدمات الاتصالات في المنطقة، إذ تقدم العديد من الخدمات الحديثة، بـدءاً من الخدمات الهاتفيـة الأساسية وما يتصل بها من خدمات البريد الصوتي وتحويـل المكالمات والخدمات الإضافية، وكذلك خدمات الجيل التالي من الهواتف الثابتة، وكذلك أحدث خدمـات الهاتف المتحرك وأكثر خدمات تبـادل البيانـات تطوراً كبروتوكول التطبيقات اللاسلكية (WAP) وخدمة التراسل بالحزم العامة (GPRS) وخدمات الجيل الثالث للهواتف المتحركة ((3Gوخدمة التراسل بالوسائط المتعددة (MMS) إلى جانب خدمات الـ «إنترنت» والتجارة الإلكترونية والكيبل التليفزيوني ومقاصة بيانات الهاتف المتحرك «جي اس ام».
كما توفر «إي آند» مجموعة واسعة من خدمات البيانات باستخدام أرقى التقنيات المتطورة، مثل الخطوط المؤجرة والتراسل اللامتزامن للبيانات (ATM) وخدمة مرَحل الإطار (frame relay) ونظام المحطات الطرفية صغيرة المنافذ (VSAT) والشبكة الرقمية للخدمات المتكاملة (ISDN).
ويعتبر استخدام الهواتف المتحركة في دولة الإمارات العربية المتحدة من بين أعلى المعدلات العالمية، ولدى «إي آند» اتفاقيات تجوال مع أكثر من 265 مشغل هواتف متحركة في معظم دول العالم. وتوفر عدة خيارات للاتصال منها بطاقة «واصل» للهواتف المتحركة «جي إس إم» المدفوعة مقدماً اتصالاً سهلاً من هواتفهم المتحركة.
وكانت المؤسسة قد طرحت خدمة الهواتف المتحركة في دولة الإمارات العربية المتحدة كأول دولة في منطقة الخليج العربي وذلك في عام 1982 ثم طرحت نظام GSM عام 1994 حيث كانت من أوائل الدول الإقليمية التي طرحت هذا النظام. كما تعد «إي آند» أول من أطلق خدمات الجيل الثالث للهواتف المتحركة G3 على المستوى الإقليمي في ذات السنة التي قدمت فيها خدمات الرسائل متعددة الوسائط MMS وذلك في2003 لتكون بذلك هي المزود الأول على المستوى الإقليمي في تقديم هذه الخدمات.

شعار المؤسسة بالعربية والإنجليزية

ويعتبر معدل استخدام الهواتف المتحركة في دولة الإمارات العربية المتحدة الآن من بين أعلى المعدلات العالمية، حيث زاد على 100%، حيث تعتبر الإمارات واحدة أعلى الدول على الصعيد العالمي من حيث انتشار هذه الخدمة.

## خدمات الهواتف الثابتة
وعلى صعيد خدمات الهواتف الثابتة، تعمل المؤسسة على تطويره حيث ستبدأ عملية الانتقال إلى شبكة الجيل التالي هذا العام 2006، وسيتم تحويل 50% من الشبكة الحالية إلى الجيل الجديد بنهاية 2007 بحيث يتم تفعيل عملية النقل المشترك للصوت والصورة وخدمات الإنترنت من خلال شبكة واحدة

## الشركات التابعة
- إي آند مصر
- اتصالات المغرب
- اتصالات أفغانستان
- اتصالات سيريلانكا

## الانتقادات
تتلقى إي آند الكثير من الانتقادات بسبب الكثير من أعمال الشركة:
- ارتفاع أسعار الخدمات: أسعار خدمات اتصالات مرتفعة بشكل كبير في دولة الإمارات وهذا هو ما لاحظه معظم مستخدمي إي آند في الإمارات، وسبب ارتفاع الأسعار سبب الانتقاد الأول لإي آند في دولة الإمارات، بينما تقوم شركة إي آند بتوفير عروض وخيارات أكثر في دول مثل مصر والسعودية وأسعار أقل في معظم الخدمات، تتلقى شركة إي آند انتقادات أيضا من مستخدمين الإنترنت في الإمارات بسبب ارتفاع سعر خدمة الإنترنت «شامل»، بينما تكون رخيصة جدا في دول أخرى مثل مصر ويوضح الجدولان التاليان أسعار خدمات إي آند انطلاق من رسائل الsms وخدمة الإنترنت النطاق الواسع:

يوضح الجدول التالي أسعار خدمات إي آند في الإمارات ومصر مع استخدام الدولار الأميركي كعملة للمقارنة:
| نوع الخدمة                        | الإمارات   | مصر        |
| --------------------------------- | ---------- | ---------- |
| رسوم الاتصال                      | 0.08 دولار | 0.03 دولار |
| رسوم إرسال رسائل sms إلى رقم محلي | 0.04 دولار | 0.04 دولار |
| رسوم إرسال رسائل sms إلى رقم دولي | 0.16 دولار | 0.05 دولار |
| رسوم إرسال رسائل mms إلى رقم محلي | 0.12 دولار | 0.13 دولار |
| رسوم إرسال رسائل mms إلى رقم دولي | 0.49 دولار | 0.50 دولار |

- حظر الكثير من البرامج التي تقدم خدمة الاتصال عبر الأنترنت مثل سكايب (سكايب) وياهو فويس (أصوات ياهو!) واللعبة الشهيرة (روبلوكس) وبرنامج (بارلور).

## خدمة eLife
خدمة أي لايف هو خدمة للبث التلفزيوني بأشتراكات حسب باقات المطلوبة.

## البلاك بيري
في يوليو 2009 قامت شركة إي آند بتوزيع تحديثات لإجهزة البلاك بيري تقوم بتحسين الأداء، لكن أجهزة البلاك بيري أصبحت بطيئة للغاية، لاحقاً اكتشف أن التحديث كان مجرد برامج تجسس تتعدى على خصوصية مستخدم البلاك بيري، أثبتت شركة الولايات المتحدة لتطوير البرامج الأساسية أن التحديث كان برامج تجسس وقالت الشركة أن التحديث يسمح لإجهزة البلاك بيري أن ترسل معلومات عشوائية عن المستخدم (مثل رقم الهواتف، الملفات....) إلى خوادم إي آند. رفضت إي آند التعليق على هذه الفضيحة لأي جهة أعلامية.
في 20 يوليو 2009، أعلنت شركة بلاك بيري الرئيسية أن تحديث إي آند كان عبارة عن برامج تجسس خطيرة تقوم بخفض سرعة الجهاز لنقل المعلومات وأصدرت أداة لمسح برنامج التجسس.[محل شك]
في 27 ديسمبر 2009 قامت إي آند ودو بحظر العديد من المواقع في بلاك بيري.[محل شك]
في 1 أغسطس 2010 أعلنت هيئة تنظيم الاتصالات في الإمارات أنها أصدرت قرار يقضي بحظر خدمة الإنترنت التي تحتوي على الماسنجر والبريد الإلكتروني وتصفح الإنترنت وجميع التطبيقات التي ترتبط بالإنترنت ابتداءً من تاريخ 1 أكتوبر 2010، وأعلنت إي آند موافقتها وأيضا دو. ويعود هذا القرار إلى المحاولات الفاشلة والمستمرة من قبل إي آند لضبط المشاكل التي تصدر من خدمة الماسنجر.[محل شك]
في 8 أكتوبر 2010 وقبل يومين عن حظر خدمات بلاك بيري المزعم حدوثه في 11 أكتوبر 2010 أعلنت هيئة الاتصالات رجوعها عن قرار إلغاء خدمات بلاك بيري وهذا ينطبق على إي آند ودو،[محل شك]

## استثمارات دولية
تدير إي آند عملياتها في 18 سوقاً دولية في الشرق الأوسط، وآسيا، وأفريقيا. وتعمل «إي آند» حالياً في أسواق تضم أكثر من 400 مليون مشترك محتمل، وتقدم خدماتها لأكثر من 165 مليون مشترك ، وتوظف إي آند أفضل التقنيات في مجال الهواتف الثابتة، والإنترنت، والهواتف المتحركة والخدمات البيانية بالإضافة إلى خدمات الاتصالات المباشرة والغير مباشرة المختلفة وهناك خطط جارية حاليا للدخول في أسواق أخرى في المنطقة.
اعتبارًا من يوليو 2021، تتواجد إي آند وتعمل في 15 دولة خارج دولة الإمارات العربية المتحدة.
اعتبارًا من عام 2023، تمتلك إي آند حصة قدرها 14.6% في مجموعة فودافون، إحدى أكبر مجموعات الاتصالات في أوروبا. في عام 2024، حذرت الحكومة البريطانية من أن ارتباط شركة إي آند بفودافون يشكل خطرًا على الأمن القومي. كما حث روبرت باكلاند وأوليفر دودن على اتخاذ إجراءات لمعالجة مخاوف الأمن القومي. كما طالبوا بتشكيل لجنة مستقلة لمراقبة المخاطر المرتبطة بالحصة التي تمتلكها شركة إي آند في فودافون. وقال دودن إن اللجنة يجب أن تتكون من موظفي فودافون، بينما قال باكلاند إنها يجب أن تكون مستقلة عن كل من إي آند وفودافون. وقال باكلاند إن أعضاء اللجنة يجب أن يكونوا خبراء في الأمن القومي والاتصالات وحقوق الإنسان، مشيراً إلى "تاريخ النشاط القمعي والتجسس" في الإمارات العربية المتحدة.
كما تمتلك اتصالات حصة بنسبة 50.1% في مجموعة بي بي إف للاتصالات والتي تعمل في بلغاريا والمجر وصربيا وسلوفاكيا كمزود للاتصالات. في يونيو 2024، أعلنت بروكسل عن أول تحقيق لها في مجال مكافحة الدعم، مستهدفة صفقة بقيمة 2.2 مليار يورو لشركة إي آند لشراء أصول الاتصالات لمجموعة بي بي إف والتي وافقت عليها هيئات تنظيم المنافسة الوطنية. كانت المفوضية الأوروبية قلقة من أن إي آند تلقت أموالاً من الدولة لإكمال عملية الاستحواذ، وهو ما يرقى إلى إعانات غير عادلة. وكان هناك قلق آخر بشأن ما إذا كانت أموال الدولة ستسمح لشركة إي آند بالتفوق على منافسيها في الاتحاد الأوروبي وتقويض المنافسة.

## انظر أيضّاً
- قائمة مشغلي شبكات الهاتف المحمول
- قائمة الشبكات الخلوية في الوطن العربي